# Fanny Mesnard
Pour les articles homonymes, voir Mesnard.
Fanny Mesnard est une artiste multidisciplinaire française née Angoulême, elle vit et travaille à Québec.

## Biographie
Elle est diplômée d’une licence en arts-plastiques de l’université Paris VIII en 2002, d’un master en arts-plastiques de l’université d’Aix-Marseille et d’un Diplôme national supérieur d’études plastiques de l’école supérieure d’arts et de design de Marseille-Méditerranée en 2004. En 2014 elle complète un Doctorat en étude et pratique des arts à l’Université du Québec à Montréal. Elle complète sa formation par un cours à l’école des métiers d’art de Québec en 2012 et un DEC en céramique complété en 2017 à la maison des métiers d’art de Québec.
Dans son parcours artistique, elle obtient à plusieurs reprises les bourses du Conseil des arts et des Lettres du Québec et du Conseil des arts du Canada, la bourse Première ovation, et des bourses d’excellence de l’université du Québec à Montréal.
Elle réalise plusieurs résidences artistiques au centre Sagamie et sera au cours de l’année 2022 en résidence au centre Nordic Artists’ Center Dale à Bergen en Norvège.
Artiste pluridisciplinaire elle pratique la peinture, le dessin, l’estampe, la céramique, le textile et la vidéo.
Elle est membre de la table des arts visuels du Conseil de la culture des régions de Québec et Chaudière-Appalaches, et du centre VU.

## Expositions (sélection)

### Expositions individuelles
2012 :
- Faire le mort, Galerie Michel Guimont, Québec, QC, Canada[4].
- Roses flamants vs Grands méchants rouges, Morgan Bridge, Québec, QC, Canada[5].

2014 : IMAGO, Galerie du Passage de l’art, Marseille, France.
2017 : Secrets de Bestiaire, Galerie de la bibliothèque Gabrielle Roy, Québec, QC, Canada.
2018 : Le cabinet, Centre d'art actuel Regart, Lévis, QC, Canada.
2019 : Colis Suspect, AdMare, Îles-de-la-Madeleine, QC, Canada ,.
2021 : Ondes élastiques – Les faunes s’agitent encore dans l’épaisseur du bois, Maison des arts de Laval, Laval, QC, Canada.
2022 : Regarde dans les arbres pour démêler les nœuds des fées, L’Écart Art Actuel, Rouyn-Noranda, QC, Canada, commissaire Manon Tourigny.

### Expositions collectives
2008 :
- 26e Symposium International d’Art Contemporain de Baie-St-Paul, Baie-St-Paul, QC, Canada.
- « Puglia 2008 », Biennale des Jeunes créateurs de Méditerranée en Europe, Bari, Italie[13].

2014 :
- « Do norte ao norte : Amazonie nordique », Museu de Arte de Belém, Belém, Brésil[14],[15].
- Mon autre, Alter Ego, avec Isabelle Demers et Amélie Laurence Fortin, Centre National d’Exposition de Jonquière, Jonquière, QC, Canada[16].

2015 :
- « Papier 15 », Foire d’art contemporain d’œuvres sur papier, Montréal, QC, Canada.
- « Magie des mains », Centre d’art actuel Regard, Lévis, QC, Canada[17].

2016 : Mon autre, Alter Ego, avec Isabelle Demers et Amélie Laurence Fortin, Centre d’art Jacques et Michel Auger, Victoriaville, QC, Canada.
2017 : 7e Foire d’art contemporain de Saint-Lambert, QC, Canada.
2018 :
- Foire en Art Actuel de Québec, Québec, QC, Canada, commissaire Marc-Antoine K. Phaneuf[19],[20].
- Les heureux naufragés, avec Isabelle Demers, Passages Insolites, Québec, QC, Canada[21].

2019 :
- Temps réel – Tempo real, Maison de artistes visuels francophones, Winnipeg, MA, Canada[22].
- Souviens-toi que tu vas mourir, Manif d’art 9 – La biennale de Québec, Québec, QC, Canada[23].

2021 :
- « Anima », Maison de la culture Notre-Dame-de-Grâce, Montréal, QC, Canada[24],[25].
- « Amalgame », Exposition bénéfice de Circa, Montréal, QC, Canada[26].

2022 :
- Rouyn-Noranda’s symphony, avec Fito Conesa, Rouyn Noranda, QC, Canada[27].
- À la croisée des mythes, avec Rusdi Genest et Steven Orner, Galerie Bernard, Montréal, QC, Canada[28].